# Вайнвурм, Рудольф
Рудольф Вайнвурм (нем. Rudolf Weinwurm; 3 апреля 1835, Шайдельдорф, ныне в составе коммуны Гёпфриц-ан-дер-Вильд — 26 мая 1911, Вена) — австрийский хоровой дирижёр, музыкальный педагог и композитор.
В 1847—1850 гг. пел в Придворном хоре мальчиков. В дальнейшем изучал право в Венском университете, одновременно занимаясь музыкой под руководством Антона Брукнера. В конечном итоге увлечение музыкой взяло верх. В 1856 г. основал любительский хор юристов. С 1862 г. преподавал пение в Венском университете, в 1880 г. занял пост университетского музикдиректора. Преподавал также в Учительском институте. Автор учебников «Общий курс музыки» (нем. Allgemeine Musiklehre; 1873) и «Методика начального обучения пению» (нем. Methodik des elementaren Gesangsunterrichtes; 1876).
В 1865—1878 гг. возглавлял Венскую певческую академию, руководил также Венским мужским певческим обществом, с этим вторым коллективом в 1867 году участвовал в премьерном исполнении вальса Иоганна Штрауса-сына «На прекрасном голубом Дунае».
Написал две оперы, многочисленные хоровые сочинения.
Именем Вайнвурма в 1952 году названа улица (нем. Weinwurmweg) в Вене.